# Michael James Mehlman
Michael James Mehlman (* 22. Oktober 1943 in Menlo Park, Kalifornien; † 11. Januar 2011 in Santa Cruz, Kalifornien) war ein US-amerikanischer Archäologe. Er galt als Experte für die Erforschung der Altsteinzeit in Ostafrika, speziell für den Übergang vom Middle Stone Age zum Later Stone Age. Für die archäologischen Fundstätten im Norden von Tansania rekonstruierte er – vergleichbar mit Jon Kalb im Afar-Dreieck und Ian McDougall am Turkana-See – die zeitliche und räumliche Abfolge der „Fundhorizonte“. Dies ermöglichte, dass archäologische Funde und hominine Fossilien aus der Epoche des frühen anatomisch modernen Menschen (Homo sapiens) – wie zum Beispiel der Schädel Eyasi 1 – seitdem auch in Tansania sicher datiert werden können.

## Leben und Werk
Mike Mehlman studierte an der Tulane University in New Orleans, der University of California, Los Angeles und der University of California, Berkeley sowie ab 1970 als Doktorand des Paläoanthropologen Charles Marquis Keller (1936–2020), eines Schülers von John Desmond Clark, an der University of Illinois at Urbana-Champaign. Gemeinsam mit Keller erforschte er u. a die Lagerstätten von Steinwerkzeugen in Isimila (Tansania) und spezialisierte sich danach auf die Epochen Middle Stone Age / Later Stone Age. Es folgten weitere Forschungsaufenthalte in Afrika und Europa, während deren er 1973/74 in diversen Forschungssammlungen die dort verwahrten Steingeräte studierte. 1975/76 grub er sich durch neun Meter starke Ablagerungen in der von Louis Leakey entdeckten Nasera-Höhle und barg aus ihr u. a mehr als 280.000 Steinartefakte und zehntausende Knochen und Knochenfragmente. Die Steinartefakte konnte er – als Teil seiner zweibändigen Doktorarbeit aus dem Jahr 1989 – zeitlich wechselnden Typen zuordnen. Diese Erkenntnisse ermutigten ihn dazu, darüber hinaus – finanziert durch diverse Forschungsstipendien – die archäologischen Funde des gesamten nördlichen Tansania zu systematisieren, ferner rekonstruierte er die Schichtenfolge im Gebiet des Eyasisees, wo Ludwig Kohl-Larsen in den 1930er-Jahren mehrere hominine Fossilien gefunden hatte (darunter den Schädel Eyasi 1), deren Datierung bis zu Mehlmans Studien unsicher geblieben waren.
Mehlmans Studien am Eyasisee hatten Folgen weit über sein Fachgebiet hinaus. Anfang der 1980er-Jahre hatte nämlich eine Datierung der Kohl-Larsen-Funde durch Reiner Protsch für Irritationen gesorgt, da er ihnen ein ungewöhnlich hohes Alter zugeschrieben hatte. Mehlman kritisierte dessen Veröffentlichung 1984 wegen „schwerwiegender Inkonsistenzen in den Daten“ als „Falschdarstellung“ und publizierte so erste Hinweise auf wissenschaftliches Fehlverhalten (insbesondere frei erfundene Datierungen von Fossilien), das Jahre später zu Strafanzeigen gegen Protsch, zu seiner Verurteilung wegen Unterschlagung und Urkundenfälschung sowie zur Schließung des Frankfurter Instituts für Anthropologie und Humangenetik für Biologen führte.
In einem Nachruf der Paläoanthropologin Sally McBrearty hieß es, Mike Mehlman sei ein extrem bescheidener Mensch gewesen, was mutmaßlich dazu beigetragen habe, dass er – obwohl er wiederholt befristete Anstellungen an Hochschulen hatte – kein Hochschullehrer wurde; vielmehr arbeitete er von 1984 bis zu seiner Pensionierung im Jahr 2004 in der Forschungssammlung der University of California, Santa Cruz. Er starb 2011 an Nierenkrebs.

## Belege
1. 1 2 3  Sally McBrearty: Michael James Mehlman 1943–2011. In: PaleoAnthropology. 2011, S. 188–191, doi:10.4207/PA.2011.ART52, Volltext.
2. ↑  Michael James Mehlman: Late Quaternary Archaeological Sequences in Northern Tanzania. Ph.D. Dissertation, University of Illinois, Urbana, 1989, Zusammenfassung.
3. ↑  M. J. Mehlman: Excavations at Nasera Rock, Tanzania. In: Azania: Archaeological Research in Africa. Band 12, Nr. 1, 1977, S. 111–118, doi:10.1080/00672707709511250.
4. ↑  M. J. Mehlman: Mumba‐Höhle revisited: The relevance of a forgotten excavation to some current issues in east African prehistory. In: World Archaeology. Band 11, Nr. 1, 1979, S. 80–94, doi:10.1080/00438243.1979.9979751.
5. ↑  M. J. Mehlman: Provenience, age and associations of archaic Homo sapiens crania from Lake Eyasi, Tanzania. In: Journal of Archaeological Science. Band 14, Nr. 2, 1987, S. 133–162, doi:10.1016/0305-4403(87)90003-3.
6. ↑  Reiner Protsch: The Eyasi hominids I, II, and III. A new morphological analysis based on a reconstruction, description, and dating of the Eyasi hominids. In: ders. (Hrsg.): Die archäologischen und anthropologischen Ergebnisse der Kohl-Larsen-Expeditionen in Nord-Tansania 1933–1939. Band 3: The palaeoanthropological finds of the Pliocene and Pleistocene. Verlag Archaeologica Venatoria, Tübingen 1981, S. 31–181.
7. ↑  M. J. Mehlman: Archaic Homo sapiens at Lake Eyasi, Tanzania: Recent misrepresentations. In: Journal of Human Evolution. Band 13, Nr. 6, 1984, S. 487–501, doi:10.1016/S0047-2484(84)80003-2.

| Personendaten    | Personendaten                |
| ---------------- | ---------------------------- |
| NAME             | Mehlman, Michael James       |
| ALTERNATIVNAMEN  | Mehlman, M. J.               |
| KURZBESCHREIBUNG | US-amerikanischer Archäologe |
| GEBURTSDATUM     | 22. Oktober 1943             |
| GEBURTSORT       | Menlo Park, Kalifornien      |
| STERBEDATUM      | 11. Januar 2011              |
| STERBEORT        | Santa Cruz, Kalifornien      |